# Feiertage in Thailand
Liste der Feiertage in Thailand:
| Tag                 | Deutscher Name                     | Ortsübliche Bezeichnung | Bemerkungen |
| ------------------- | ---------------------------------- | --- | --- |
| 1. Januar           | Neujahr                            | Wan Khuen Pi Mai (วันขึ้นปีใหม่) | |
| Februar             | Magha Puja                         | Makha Bucha (มาฆบูชา) | Basierend auf dem Thailändischen „Mondkalender“, Theravada (Buddhistischer Feiertag)                               |
| 6. April            | Chakri-Gedenktag                   | Wan Chakri (วันจักรี) | Gedenkt Rama I., Gründer der Chakri-Dynastie                                                                       |
| 13. April–15. April | Thailändisches Neujahrsfest        | Songkran (สงกรานต์) | |
| Mai                 | Vesakh (Visakha Puja)              | Visakha Bucha (วิสาขบูชา) | Basierend auf dem Thailändischen „Mondkalender“, Theravada (Buddhistischer Feiertag)                               |
| Mai                 | Kgl. Zeremonie des Ersten Pflügens | Raek Na Khwan (แรกนาขวัญ) bzw. Phra Rachaphithi Phuet Mongkhon (พระราชพิธีพืชมงคล)                                                                                    | nur Behörden |
| 1. Mai              | Tag der Arbeit                     | Wan Raeng Ngan Haeng Chat (วันแรงงานแห่งชาติ) | Bankfeiertag |
| 4. Mai              | Krönungstag                        | Wan Chattramongkhon (วันฉัตรมงคล) | Jahrestag der Krönung des Königs Maha Vajiralongkorn                                                               |
| 3. Juni             | Geburtstag der Königin             | | Geburtstag der Königin Suthida Vajiralongkorn                                                                      |
| 22. Juli            | Asalha Puja                        | Asanha Bucha (อาสาฬหบูชา) | gem. thailändischem „Mondkalender“ (nur Behörden) Theravada (Buddhistischer Feiertag)                              |
| 23. Juli            | Beginn von Vassa                   | Khao Phansa (เข้าพรรษา) | Beginn der dreimonatigen Regenzeitklausur, gem. thailändischem „Mondkalender“, Theravada (Buddhistischer Feiertag) |
| 28. Juli            | Königs Geburtstag                  | | Geburtstag des Königs Maha Vajiralongkorn                                                                          |
| 12. August          | Muttertag                          | Wan Chaloem Phra Chonmaphansa Somdet Phranang Chao Phra Boromma Rachininat (วันเฉลิมพระชนมพรรษาสมเด็จพระนางเจ้าฯ พระบรมราชินีนาถ); Wan Mae Haeng Chat (จัดงานวันแม่แห่งชาติ) | Geburtstag der Königinmutter Sirikit                                                                               |
| September           | Sat Thai                           | Sat Thai (สารทไทย) | Erinnerung an die Verstorbenen (Buddhistischer Feiertag)                                                           |
| Oktober             | Ok Phansa                          | Ok Phansa (จัดงานออกพรรษา) | Ende der dreimonatigen Regenzeitklausur (Buddhistischer Feiertag)                                                  |
| 13. Oktober         | Todestag von Bhumibol Adulyadej    | | Todestag des Königs Bhumibol (Rama IX.) (2016)                                                                     |
| 23. Oktober         | Chulalongkorn                      | Wan Piyamaharat (วันปิยมหาราช) | Todestag des Königs Chulalongkorn (Rama V.)                                                                        |
| November            | Kathin Spende                      | Thot Kathin (จัดงานวันทอดกฐิน) | Spende von Roben an Mönche (Buddhistischer Feiertag)                                                               |
| November            | Loi Krathong                       | Loi Krathong (งานลอยกระทง) | Lichterfest (kein gesetzlicher Feiertag)                                                                           |
| 5. Dezember         | Vatertag                           | Wan Chaloem Phra Chonmaphansa Phrabat Somdet Phra Chao Yuhua (วันเฉลิมพระชนมพรรษาพระบาทสมเด็จพระเจ้าอยู่หัว)                                                             | Geburtstag des vorherigen Königs, Bhumibol Adulyadej                                                               |
| 10. Dezember        | Tag der Verfassung                 | Wan Ratthathammanun (วันรัฐธรรมนูญ) | Wechsel zur konstitutionellen Monarchie im Jahre 1932                                                              |
| 31. Dezember        | Silvester                          | Wan Sin Pi (วันสิ้นปี) | |